# Одинокие сердца (фильм, 1958)
«Одинокие сердца» (англ. Lonelyhearts) — драматический фильм режиссёра Винсента Дж. Донахью, которая вышла на экраны в 1958 году.
В основу фильма положена бродвейская пьеса 1957 года Говарда Тейчманна, которая в свою очередь основана на романе Натаниэла Уэста 1933 года «Подруга скорбящих». Фильм рассказывает о начинающем журналисте Адаме Уайте (Монтгомери Клифт), которому поручается ведение колонки ответов на письма несчастных читателей. Адам слишком близко к сердцу принимает проблемы своих корреспондентов, что наряду с постоянными поучениями его циничного босса, редактора газеты Билла Шейка (Роберт Райан) нарушает его душевное равновесие. Не выдержав психологического напряжения, он изменяет своей невесте, впервые напивается и бьёт человека, однако в итоге берёт себя в руки, и с учётом полученного жизненного опыта уезжает в другой город.
Фильм относится к жанру газетных нуаровных драм наряду с такими картинами, как «Гражданин Кейн» (1941), «Криминальная история» (1950), «Туз в рукаве» (1951), «Скандальная хроника» (1952), «Криминальная полоса в прессе США» (1952), «Парк Роу» (1952) и «Пока город спит» (1956).
Морин Степлтон, для которой этот фильм стал первым в её карьере, за исполнение роли второго плана была номинирована на Оскар и на Золотой глобус.

## Сюжет
В небольшом американском городке молодой журналист Адам Уайт (Монтгомери Клифт) в надежде получить работу регулярно посещает журналистский бар «Делахантис», расположенный по соседству с редакцией единственной городской газеты «Кроникл». Однажды в баре ему, наконец, удаётся познакомиться с Флоренс Шрайк (Мирна Лой), женой главного редактора «Кроникл» Уильяма «Билла» Шрайка (Роберт Райан). Вскоре Флоренс представляет Адама своему мужу, язвительному и жёсткому цинику, который насмешливо и слегка издевательски разговаривает с Адамом, а затем заставляет его сходу сочинить статью в газету. Когда Адам удачно справляется с испытанием, Билл просит его на следующее утро прибыть в редакцию. Ликующий Адам сразу же направляется в автокинотеатр, где его девушка Джасти Сарджент (Долорес Харт) смотрит фильм вместе с отцом (Фрэнк Овертон) и двумя младшими братьями. Адам целует Джасти, радостно сообщая ей, что получил работу в газете, о которой мечтал. Дома на вопрос Флоренс, почему он вёл себя с Адамом столь высокомерно и вызывающе, Билл отвечает, что хотел рассеять некоторые жизненные иллюзии Адама, «у которого пока просто не было повода стать плохим». Затем Билл в очередной раз упрекает жену в том, что стал бездушным циником после её измены ему десять лет назад. Её слова, что это была единственная измена в её жизни, в то время, как в молодости он многократно изменял ей, Билл оставляет без внимания. На следующее утро Адам приходит в «Кроникл», где знакомится с коллегами-журналистами Фрэнком Голдсмитом (Майк Келлин) и Недом Гейтсом (Джеки Куган), который откровенно недоволен тем, что Билл поручает Адаму вести новую колонку советов «Одинокие сердца», так как рассчитывал получить эту работу. Адам чувствует себя неготовым давать жизненные советы людям с серьёзными жизненными и психологическими проблемами, однако Билл рекомендует ему не погружаться в теории Фрейда, а больше использовать религиозные аллегории и общие рассуждения. В первый день работы, пока Адам разбирает почту, поступившую в адрес «Одинокий сердец», Фрэнк вслух зачитывает некоторые письма с мольбами о помощи, высмеивая их содержание, а раздражённый Нед советует Адаму отвечать людям, чтобы они попробовали смириться с жизнью. Дома Адам рассказывает Джасти о человеческих проблемах, с которыми он сталкивается в письмах и о своих переживаниях по этому поводу, поскольку не знает, как помочь всем этим людям. Джасти говорит ему, что в письмах люди очень жалеют себя и потому не советует ему принимать их проблемы слишком близко к сердцу.
На протяжении последующих нескольких недель Адам работает до позднего вечера, пытаясь давать советы своим корреспондентами, несмотря на то, что у Билла усердие Адама и его чрезмерная эмоциональная вовлечённость в дела других людей вызывает у редактора только насмешки. Несмотря на то, что Адам из-за постоянной занятости всё меньше бывает у Джасти, она продолжает его поддерживать. Однако Адаму всё тяжелее справляться с работой, и, наконец, встретив в «Делехантис» Билла, Адам просить дать ему другую должность, потому что не может ни насмехаться над своими читателями, ни помочь в решении их проблем. Однако Билл холодно заявляет Адаму, что тот будет уволен из газеты, если откажется вести колонку. Их разговор случайно подслушивает молодая женщина по имени Фэй Дойл (Морин Степлтон), которая выпивает в баре вместе с мужем Пэтом (Фрэнк Максвелл). После ухода Адама она выясняет у Билла, чем занимается Адам. Несколько дней спустя Адам рассказывает Джасти, что на весь день поедет навестить детский дом, в котором прошло его детство. На самом деле он навещает в тюрьме штата своего отца мистера Ласситера (Онслоу Стивенс), где тот провёл последние двадцать пять лет, отбывая наказание за убийство матери Адама и её любовника. На работе на следующий день Билл делает замечание Адаму за то, что тот посоветовал читателю проконсультироваться у психиатра. Он утверждает, что все те, кто ищет совета в колонке, на самом деле обращаются к ведущему как к оракулу, и всегда рассчитывают услышать от него, что он правы, то есть ищут не правды, а утешения. Кроме того, по словам Билла, многие истории носят чисто субъективный характер, отражая лишь взгляд их авторов. Когда Адам отказывается поверить Биллу, редактор советует ему встретиться с автором любого письма и лично убедиться в правоте его слов. Адам наугад выбирает случайное письмо и звонит его автору, которой оказывается Фэй Дойл. Женщина приятно удивлена звонку и соглашается встретиться с Адамом, предлагая сделать это у него дома. Во время разговора Фэй описывает проблемы в отношениях со своим мужем Пэтом, который семь лет назад после падения на верфи стал инвалидом и не в состоянии исполнять супружеские обязанности. Фэй говорит, что любит мужа, но жаждет интимной близости, после чего приближается к Адаму. Не зная, что ей ответить, Адам уступает сексуальному натиску женщины. Затем Адам на такси отвозит Фэй домой, где женщина пытается договориться о следующем свидании, однако он явно стремиться избежать продолжения общения с ней. Разозлённая Фэй обвиняет Адама в нечестности перед самим собой, поскольку, по её мнению, он сам пригласил её только для того, чтобы позабавиться, то есть ищет в этих встречах то же, что и она. Глубоко подавленный Адам заходит в ближайший бар, где впервые начинает пить. Некоторое время спустя там появляется Пэт, узнавая в Адаме репортёра «Кроникл». Представившись ему, Пэт говорит, что любит жену, хотя она и любит погулять, и просит помочь вернуть ему письмо, так как хочет решать свои семейные проблемы без посторонних. После этого Адам приходит в «Делехнатис», в то время, как взволнованная Джасти ожидает его дома. Когда Билл видит в баре напившегося Адама, он догадывается, что тот подавлен после общения с одним из своих корреспондентов. В разговоре с редактором Адам признаёт свой глупый идеализм, после чего Билл ведёт его на вечеринку сотрудников газеты по случаю того, что у Неда родился ребёнок. Когда собравшиеся журналисты снова начинают высмеивать письма, с которыми работает Адам, тот злобно отвечает, что люди не заслуживают их насмешек, после чего бьёт Фрэнка и убегает.
Два дня спустя Адам просыпается после похмельного сна, видя в своей квартире Джасти. Адам признаётся, что не звонил ей, потому что ему было стыдно. Он впервые в жизни напился и ударил человека, и когда Джасти предполагает, у него была другая женщина, Адам подтверждает это. Когда заходит Билл, чтобы справиться о состоянии Адама, расстроенная Джасти выбегает из квартиры, а Адам ставит своего босса в известность, что увольняется из газеты. На следующий день после работы Адам встречает Джасти и просит её о встрече наедине до своего отъезда, получая её согласие пойти с ним в субботу на пикник. Во время пикника Адам рассказывает Джасти правду о своей семейной трагедии и о своём отце, а также описывает ей, что у него произошло с Дойлами, делая вывод, что, вероятно, унаследовал плохие черты от своих родителей. Адам признаётся, что говорил ей много неправды, но правдой является то, что он любит её. Вскоре Фэй звонит по телефону Адаму, упрашивая его о новой встрече. Её разговор случайно слышит Пэт, который с ножом набрасывается на жену, требуя сказать, с кем она говорила. Тем временем мистер Сарджент, видя, что Джасти по-прежнему любит Адама, советует дочери простить своего любимого и ехать вместе с ним. Он говорит, что открыл на её имя банковский счёт, на который положил 3 тысячи долларов, и эти деньги позволят им начать жизнь на новом месте. В поисках Адама Джасти приходит в «Делехантис», откуда Флоренс переправляет её в «Кроникл», говоря на прощание, что рада тому, что она ищет своего мужчину и желает ей счастья. В редакции Адам сначала прощается с Франком и Биллом, а затем, увидев Джасти, примиряется с ней, и они обнимаются. Когда Пэт врывается в кабинет с пистолетом в руке, требуя Адама рассказать о свидании с Фэй, тот заверяет его, что Фэй не говорила о нём ничего такого, что не известно ему самому, после чего забирает у обмякшего Пэта оружие. Билл просит Адама не увольняться, однако тот заявляет, что должен проверить в реальной жизни те уроки, которые получил в газете, после чего уезжает вместе с Джасти. Перед отъездом Джасти говорит Биллу, что Флоренс ожидает его в «Делехантис», и он, вынув из вазы цветы, направляясь на встречу с женой.

## В ролях
- Монтгомери Клифт — Адам Уайт
- Роберт Райан — Уильям «Билл» Шрайк
- Мирна Лой — Флоренс Шрайк
- Долорес Харт — Джасти Сарджент
- Морин Степлтон — Фэй Дойл
- Джеки Куган — Нед Гейтс
- Майк Келлин — Фрэнк Голдсмит
- Онслоу Стивенс — мистер Лэсситер
- Фрэнк Максвелл — Пэт Дойл
- Фрэнк Овертон — мистер Сарджент

## Создатели фильма и исполнители главных ролей
Как отмечено на сайте Американского института киноискусства, продюсер этого фильма Дор Шари начинал карьеру в Голливуде как сценарист, в 1942-43 годах он руководил отделом студии Metro-Goldwyn-Mayer, который выпускал фильмы категории В. В 1948 году Скари был назначен генеральным продюсером киностудии RKO Pictures, а в 1951 году сенсационно сменил непотопляемого Луиса Б. Майера в качестве главы MGM. Однако уже в 1956 году Шари был смещён с этого поста, после чего отправился в Нью-Йорк, где выступил в качестве сценариста и продюсера очень успешной бродвейской постановки «Восход в Кампобелло» (1958—1959). Как отмечает Маргарита Ландазури, этот «фильм стал первой независимой продюсерской работой Дора Шари после его ухода со студии Metro-Goldwyn-Mayer, где он занимал пост генерального продюсера».
Винсент Дж. Донахью в 1939—1940 годах работал на Бродвее в качестве актёра, а с 1953 года стал ставить бродвейские спектакли, в том числе и «Восход в Кампобелло», который принёс ему премию Тони, а также мюзикл «Звуки музыки», который шёл на протяжении 1959—1963 годов, выдержав 1443 представления. С 1950 по 1966 год Донахью много работал на телевидении как режиссёр различных сериалов и телефильмов, среди них «Телетеатр Chevrolet» (1950), «Телевизионный театр Philco» (1952-54), «Телевизионный театр Goodyear» (1953-54) и «Театр 90» (1956-58). Помимо данного фильма Донахью поставил всего один художественный фильм «Восход солнца в Кампобелло» (1960), который был номинирован на четыре Оскара.
В фильме задействован звёздный актёрский состав, включающий Монтгомери Клифта, Роберта Райана и Мирну Лой. Монтгомери Клифт умер в 1966 году в возрасте 45 лет, успев сняться лишь в 18 фильмах, однако за свою недолгую карьеру он четырежды номинировался на Оскар за исполнение главных ролей в фильмах «Поиск» (1948), «Место под солнцем» (1951), «Отныне и во веки веков» (1953) и «Нюрнбергский процесс» (1961). Роберт Райан лишь однажды номинировался на Оскар за роль второго плана в социальном нуаре «Перекрёстный огонь» (1947). При этом он сыграл главные роли в множестве успешных картин, среди них фильмы нуар «Подстава» (1949), «На опасной земле» (1951), «Плохой день в Блэк Роке» (1955) и «Ставки на завтра» (1959), военной драме «Самый длинный день» (1962) и вестерне «Дикая банда» (1969).
Мирна Лой начала свою карьеру в 1920-е годы и стала звездой в начале 1930-х, однако в 1950-е годы её карьера постепенно пошла на спад, хотя она продолжала сниматься вплоть до 1980 года, сыграв в общей сложности в 123 фильмах. Её наиболее известными картинами стали серия криминальных комедий «Тонкий человек» (1934), «После тонкого человека» (1936), «Другой тонкий человек» (1939), «Тень тонкого человека» (1941), «Тонкий человек едет домой» (1945), «Песня тонкого человека» (1947) а также романтические комедии «Оклеветанная» (1936), «Я люблю тебя снова» (1940) и «Любовное безумие» (1941), во всех этих фильмах её партнёром был Уильям Пауэлл. Среди прочих картин наиболее значимыми были несколько мелодрам 1930-40-х годов с участием Кларка Гейбла и Кэри Гранта, а также военная мелодрама «Лучшие годы нашей жизни» (1946). Морин Степлтон дебютировала на Бродвее в 1946 году, после чего с 1948 года стала сниматься на телевидении, и лишь в 1957 году дебютировала в кино в этом фильме, сразу удостоившись номинации на Оскар за роль второго плана. В дальнейшем она ещё дважды будет номинирована на Оскар за роли второго плана в фильмах «Аэропорт» (1970) и «Интерьеры» (1978), и наконец, получит Оскар за фильм «Красные» (1981).

## История создания фильма
Как указано на сайте Американского института киноискусства, «фильм основан на романе „Подруга скорбящих“ (англ. Miss Lonelyhearts) Натаниэла Уеста (Нью-Йорк, 1933) и одноимённой пьесе Говарда Тейчманна (Нью-Йорк, 1957)».
По словам Хэла Эриксона и Маргариты Ландазури, после создания собственной продюсерской компании Дор Шари выбрал для своего первого фильма свой любимый роман «Подруга скорбящих», и сам написал для него сценарий. Как далее отмечает Эриксон, при написании сценария Шари «внёс несколько радикальных изменений в сюжет истории, в частности, значительно расширил „разговоры со смыслом“ и смягчил характер персонажа Флоренс Шрайк.
По информации Ландазури, что компания «United Artists согласилась финансировать фильм, однако при условии, что Шари удержит его бюджет в пределах миллиона долларов. К счастью, у Шари было много друзей в киноиндустрии, которые с уважением относились к его работе, и весь его звёздный актёрский состав работал за гонорары, которые были значительно ниже тех, которые они получают обычно».
Ландазури также пишет, что Монтгомери Клифт, «который был большим поклонником романа, согласился сыграть роль колумниста. В 1957 году Клифт получил страшные травмы в автоаварии, и уже не был тем молодым красавчиком, как в своих ранних фильмах. Авария разбила его и оставила шрамы, и он всё более попадал в зависимость от лекарств и алкоголя. Во время съёмок он как правило не мог работать после двух часов день. Но он быстро подружился со своими партнёрами, которые поддерживали и защищали его».
Как далее указывает Ландазури, во время первого появления на съёмочной площадке Мирна Лой познакомилась с Клифтом, который был крайне взволнован от встречи с ней, так как в течение многих лет она была его любимой актрисой. Лой и Клифт быстро сблизились, и даже стали ходить слухи, что Лой влюбилась в Клифта, который был на 15 лет моложе её, и даже хотела выйти за него замуж. В своих мемуарах она это отрицала, но писала, что испытывала к нему материнскую привязанность.
По свидетельству Ландазури, «театральная актриса Морин Степлтон, для которой эта картина стала дебютом в кино, также имела проблемы с алкоголем, и она также очень привязалась к Клифту. Она, Лой, Райан и Долорес Харт делали всё возможное, чтобы помочь Клифту справиться с его мучениями во время съёмок».
Как отмечено на сайте Американского института киноискусства, рабочее название фильма совпадало с названием романа — Miss Lonelyhearts, что переводится как «Подруга скорбящих», «Мисс Одинокие сердца» или «Мисс Лонлихартс».

## Другие постановки романа
По информации Американского института киноискусства, в 1933 году компания United Artists выпустила произведённый студией 20th Century Pictures фильм под названием «Совет страдающим от любви» с Ли Трейси и Сэлли Блейн, который поставил Альфред Веркер. «Фильм был якобы основан на нашумевшем в то время романе Уэста, но сохранил лишь историю о репортёре, который вынужден писать колонку советов страдающим от любви». Этот фильм, по словам Ландазури, «разыгрывал историю с юмором».
В 1957 году Говард Тейчманн написал по роману пьесу «Подруга скорбящих» (англ. Miss Lonelyhearts), премьера которой на бродвейской сцене состоялась 3 октября 1957 года. Однако спектакль не имел успеха и был снят с проката после двенадцати представлений.
В 1983 году телеканал Public Broadcasting Service в телеантологии «Американский театр» показал поставленный по роману Уэста фильм под названием «Мисс Лонлихартс». Режиссёром был Майкл Диннер, а главную роль сыграл Эрик Робертс.

## Оценка фильма критикой

### Общая оценка фильма
Как отметила Маргарита Ландазури, после выхода фильма «большинство критиков не приняло его оптимистичный финал (роман имел неопределённое мрачное окончание), при этом они отметили блестящую актёрскую игру, а сценарий Шари называли достойным похвалы и новаторским». С другой стороны, Хэл Эриксон замечает, что «пуристы пришли в ярость от свободы обращения Шари с текстом романа, а критики придирались к поверхностному характеру режиссёрской работы, тем не менее, публике фильм понравился».
Кинообозреватель Пол В. Бекли из New York Herald Tribune назвал картину «достойной уважения, сильной и серьёзной попыткой разобраться с едкой и сложной историей», а Филипп Т. Хартунг из Commonweal отметил, что «стиль фильма одновременно и прост и сюрреалистичен, а его история представляет собой странную смесь комедии с трагедией. Это впечатляющая мрачная картина с массой необычного материала». Босли Краузер в «Нью-Йорк Таймс» высоко оценил картину, назвав её «необычной газетной драмой», в которой «серьёзно и спокойно» предпринята «искренняя попытка сказать что-то трогательное и глубокое об опасности слишком быстрых моральных суждений и о добродетели любви к ближнему». По мнению обозревателя, картина «заслуживает высокой оценки и уважения» за «неизменно прекрасная игру исключительно хорошего актёрского состава», отметив «преданность идее актёров Роберта Райана, Монтгомери Клифта, Морин Степлтон и Мирны Лой, не говоря о молодом театральном режиссёре Винсенте Дж. Донахью». Их усилия были направлены на создание «ясного и откровенного фильма», однако, по мнению Краузера, «они не вполне достигли этой цели». На экране «действительно предстаёт интересная группа несчастных душ, большинство из которых впервые были показаны в романе Натаниэла Уэста и с тех пор не раз появлялись в различном обличье на экране и на сцене», однако фильм «не разрешает их мрачные проблемы точно и по существу». Как в итоге замечает Краузер, «на самом деле для этих горемык нет никакого выхода, и основной недостаток фильма заключён в том, что он пытается показать, что этот выход есть».
Современный киновед Крейг Батлер высказал мнение, что «это в целом не более чем средний фильм, который отличает актёрская игра уровня, определённо выше среднего». Батлер считает, что «к сожалению, актёры вынуждены работать со сценарием, который не складывается как следует — монологи местами чрезмерны, а ниточки историй не связываются нужным образом». Рецензент журнала TimeOut оценил фильм как «захватывающий, но однообразный», а киновед Майкл Кини назвал его «тягостной, но интересной мыльной оперой». Ландазури вообще отметила, что «произведения Уэста известны тем, что их сложно переводить на язык кино, так как в них много символизма и они такие неумолимо мрачные и пессимистичные». Тем не менее, по мнению критика, «этот фильм считается многими лучшей экранизацией произведений Уэста».

### Сопоставление образов главных героев
Как пишет Краузер, Шари построил сценарий на противопоставлении двух образов. С одной стороны, это «управляющий редактор, который разочаровался в людях, потому что его часто предавали». Особенно, редактор озабочен тем, что когда-то его «обманула его терпеливая и давно страдающая жена, и именно об этом он горько и ожесточённо ей талдычит. Он циник и садист. Он искренне не верит никому. Более того, он как будто думает, что большинство людей либо слишком неопытны, либо мошенники». С другой стороны, есть «полный надежд молодой газетчик, который представляет собой расплывчатую смесь из идеализма, чистоты и любви. Назначенный редактором вести колонку с советами одиноким и несчастным, молодой идеалист пытается верить в людей, пока одна дама не открывает ему глаза. Тогда он понимает, что и у него есть низменные инстинкты, после чего, вероятно, приходит в шоковое состояние от осознания изъяна в своей собственной морали». До этого момента в сценарии Шари «достаточно чётко проводится разделение и поддерживается обоснованная антипатия между двумя персонажами. Но когда сценарист пытается свести их вместе и дать им очищение в критический момент истины (перед лицом размахивающего оружием обезумевшего мужа), метафорические образы основных персонажей теряют свою ясность и только всё запутывают. Сила очищения в такой критический момент превращается не более чем в благое пожелание сценариста».
По мнению рецензента журнала TimeOut, «столкновения между сердобольным Клифтом и обозлённым Райаном составляют ядро этого фильма». Герой Клифта «получает в газете работу ведущего колонки советов страдающим людям, и несчастья других людей накладываются на его собственные детские травмы, когда его мать была убита, а отец попал в тюрьму. Помимо этого он вынужден терпеть поучения своего циничного редактора» в исполнении Райана, сформулировавшего кредо газеты как «Помои для скота!».

### Оценка работы режиссёра и творческой группы
Как отмечено в рецензии TimeOut, перед съёмками этого фильма «Донахью работал режиссёром на телевидении, и потому фильм имеет скудную картинку (о, это оформление редакции!), напоминая снятый в прямом эфире эпизод телесериала „Театр 90“». По мнению Батлера, «постановка Донахью немного зажата в тесноте пространства и для кино слишком нерешительна в плане зрелищности». Ландазури написала, что «молодой театральный режиссёр Донахью поставил фильм подобно театральной пьесе, за что актёры, имеющие опыт работы на сцене, были ему благодарны. Несмотря на трудности, актёры получили удовольствие от работы и от возникших по ходу съёмок дружеских отношений». Следует отдать должное оператору Джону Олтону, который «снял фильм в контрастном стиле, усилив его мрачное настроение».

### Оценка актёрской игры
Большинство критиков высоко оценили игру актёров в главных ролях. В частности, по мнению Краузера, «Роберт Райан на протяжении большей части фильма неотразим, даже несмотря на то, что ему достаются одни из самых аляповатых фраз, которые вы когда-либо слышали. Его начальственная редакторская манера разговора вышла из моды вместе с Сухим законом». С другой стороны, Монтгомери Клифт «необыкновенно силён в роли обеспокоенного молодого ведущего колонки для страдающих от любви, внутренняя борьба и духовный поиск которого доводят его до ужасных переживаний». Далее критик отмечает Мирну Лой, которая создаёт «грустно-потрёпанный и всё же нежный образ безрадостной и терпеливой жены редактора», а также Морин Степлтон, которая демонстрирует «пугающее возбуждение в роли ненасытной дамы, которая обманывает молодого человека». По мнению Краузера, «среди актёров в малых ролях выделяются Долорес Харт, которая играет безупречную невесту Клифта, Джеки Куган и Майк Келлин в ролях усталых газетных репортёров, а также Онслоу Стивенс в роли ожесточившегося тюремного заключённого»
Как отмечает рецензент журнала TimeOut, «эта экранизация романа Натаниэла Уэста выступает идеальном средством для фирменной демонстрации Клифтом своей обнажённой нервной чувственности… За Клифтом, как обычно, увлекательно наблюдать, хотя по своим физическим параметрам он бы лучше подошёл для этой роли десятью годами ранее». По мнению Эриксона, «Клифт обеспечивает захватывающую игру в роли журналиста Адама Уайта», а Крейг Батлер считает, что Клифт выдал здесь «одну из своих лучших актёрских работ, даже несмотря на то, что этот фильм не относится к числу наиболее известных и самых популярных по просмотрам». Батлер напоминает, что незадолго перед этим фильмом Клифт попал в аварию, в результате которой получил как физическую, так и психическую травму, «однако в этой картине его игра просто завораживает. Немногие другие актёры способны погрузиться в такие глубины психической нестабильности, как это делал Клифт. Даже в те моменты, когда она наиболее силён и мощен, всегда присутствует ощущение того, что если его чуть-чуть подтолкнуть, то он вдруг рухнет. В качестве колумниста, который впитывает в себя психологические проблемы тех, кому он должен давать советы, Клифт оказывается в своей стихии — он может поочерёдно быть возбуждённым, возмутительным, насмешливым, напуганным, ранимым и трогательным». Как отмечает Батлер, «хорошую пару Клифту составляет Морин Степлтон в роли пугающе неуравновешенной женщины, которая написала в газету. Роберт Райан и Мирна Лой также добавляют несколько отличных моментов». Майкл Кини считает, что «Райан идеален в роли отвратного типа, а Клифт увлекательно играет симпатичного автора, который, хотя и сам едва справляется с собственными эмоциональными проблемами, пытается решать ещё и чужие». Критик также отмечает Харт в роли подружки Клифта, и Лой в роли страдающей жены Райана, краткую связь которой на стороне десять лет назад он так и не может ей простить.